# أرتيان (تكاب)
أرتيان (بالفارسية: ارتیان) هي قرية تاريخيَّة ما زالت مأهولة تقع في شمال شرقي إيران. يقدر عدد سكانها بـ 451 نسمة بحسب إحصاء 2016. كانت تاريخيًّا من أعمال نيسابور في خُراسان خلال العصر العبَّاسي.

## أعلام
نُسب إلى هذه القرية:
- أبو عبد الله الحسن بن إسماعيل بن علي الأرتياني النيسابوري: توفي بعد سنة 310هـ / 922م.

### فهرس المنشورات
1. ↑  "سرشماری 1385 - نتایج سرشماری 85" (بالفارسية). مرکز آمار ایران. مؤرشف من الأصل في 5 أبريل 2014. اطلع عليه بتاريخ نوفمبر 2014. {{استشهاد ويب}}: تحقق من التاريخ في: |تاريخ الوصول= (مساعدة)
2. ↑  "سرشماری 1395 - نتایج سرشماری 95" (بالفارسية). مرکز آمار ایران. مؤرشف من الأصل في 26 مايو 2020. اطلع عليه بتاريخ يونيو 2020. {{استشهاد ويب}}: تحقق من التاريخ في: |تاريخ الوصول= (مساعدة)
3. 1 2  الحموي (1977)، ج. 1، ص. 141.

### معلومات المنشورات كاملة
الكتب مرتبة حسب تاريخ النشر
- ياقوت الحموي (1977)، معجم البلدان (ط. 1)، بيروت: دار صادر، OCLC:1014032934، QID:Q114913343